# Ivan Lendrić
Ivan Lendrić (Salona, 8 agosto 1991) è un calciatore croato, attaccante dell'Avion.

## Carriera

### Club
Cresciuto nelle giovanili dell'Hajduk Spalato, ha esordito nel 2010 in prima squadra per poi trasferirsi nel 2011 al Zrinjski Mostar per sei mesi e, successivamente far ritorno nella squadra spalatina per la stagione calcistica 2011-2012. Nel 2012-2013 milita in Jupiler League nello Zulte Waregem, ove gioca 7 partite di campionato segnando 1 rete. Nella stagione successiva passa ai croati della Lokomotiva Zagabria, giocando 6 partite e marcando 2 goal. Ai primi del 2014 si trasferisce in Erste Liga (seconda divisione austriaca) con il Kapfenberger, ove gioca 15 partite segnando 5 goal. Nel 2014 arriva in Italia, accasandosi al Südtirol in Lega Pro
Il 26 gennaio 2015 rescinde il contratto che lo legava con il Südtirol.
Il 2 settembre 2021 diventa un nuovo giocatore del Nea Salamis.

### Nazionale
Nel 2011 viene convocato nell'Under-20 croata per prendere parte al campionato mondiale di calcio Under-20; ha inoltre giocato 4 partite con l'Under-21.

## Statistiche

### Cronologia presenze e reti in nazionale
| Cronologia completa delle presenze e delle reti in nazionale ― Croazia under 21 | Cronologia completa delle presenze e delle reti in nazionale ― Croazia under 21 | Cronologia completa delle presenze e delle reti in nazionale ― Croazia under 21 | Cronologia completa delle presenze e delle reti in nazionale ― Croazia under 21 | Cronologia completa delle presenze e delle reti in nazionale ― Croazia under 21 | Cronologia completa delle presenze e delle reti in nazionale ― Croazia under 21 | Cronologia completa delle presenze e delle reti in nazionale ― Croazia under 21 | Cronologia completa delle presenze e delle reti in nazionale ― Croazia under 21 |
| Data                                                                            | Città                                                                           | In casa                                                                         | Risultato                                                                       | Ospiti                                                                          | Competizione                                                                    | Reti                                                                            | Note                                                                            |
| ------------------------------------------------------------------------------- | ------------------------------------------------------------------------------- | ------------------------------------------------------------------------------- | ------------------------------------------------------------------------------- | ------------------------------------------------------------------------------- | ------------------------------------------------------------------------------- | ------------------------------------------------------------------------------- | ------------------------------------------------------------------------------- |
| 16-11-2010                                                                      | Zaprešić                                                                        | Croazia under 21                                                                | 2 – 1                                                                           | Slovenia under 21                                                               | Amichevole                                                                      | 1                                                                               | 69’                                                                             |
| 24-3-2011                                                                       | Dugopoglie                                                                      | Croazia under 21                                                                | 1 – 2                                                                           | Ucraina under 21                                                                | Amichevole                                                                      | 1                                                                               | 51’                                                                             |
| 28-3-2011                                                                       | Spalato                                                                         | Croazia under 21                                                                | 3 – 2                                                                           | Ungheria under 21                                                               | Amichevole                                                                      | -                                                                               | 51’                                                                             |
| 3-6-2011                                                                        | Dugopoglie                                                                      | Croazia under 21                                                                | 0 – 1                                                                           | Georgia under 21                                                                | Qual. Europeo Under-21 2013                                                     | -                                                                               | 51’                                                                             |
| 5-9-2011                                                                        | Sion                                                                            | Svizzera under 21                                                               | 4 – 0                                                                           | Croazia under 21                                                                | Qual. Europeo Under-21 2013                                                     | -                                                                               | 75’                                                                             |
| 6-10-2011                                                                       | Osijek                                                                          | Croazia under 21                                                                | 0 – 2                                                                           | Spagna under 21                                                                 | Qual. Europeo Under-21 2013                                                     | -                                                                               | 62’                                                                             |
| 10-10-2011                                                                      | Tartu                                                                           | Estonia under 21                                                                | 0 – 1                                                                           | Croazia under 21                                                                | Qual. Europeo Under-21 2013                                                     | -                                                                               | 66’                                                                             |
| Totale                                                                          |                                                                                 | Presenze                                                                        | 7                                                                               |                                                                                 | Reti                                                                            | 2                                                                               |                                                                                 |

| Cronologia completa delle presenze e delle reti in nazionale ― Croazia under 20 | Cronologia completa delle presenze e delle reti in nazionale ― Croazia under 20 | Cronologia completa delle presenze e delle reti in nazionale ― Croazia under 20 | Cronologia completa delle presenze e delle reti in nazionale ― Croazia under 20 | Cronologia completa delle presenze e delle reti in nazionale ― Croazia under 20 | Cronologia completa delle presenze e delle reti in nazionale ― Croazia under 20 | Cronologia completa delle presenze e delle reti in nazionale ― Croazia under 20 | Cronologia completa delle presenze e delle reti in nazionale ― Croazia under 20 |
| Data                                                                            | Città                                                                           | In casa                                                                         | Risultato                                                                       | Ospiti                                                                          | Competizione                                                                    | Reti                                                                            | Note                                                                            |
| ------------------------------------------------------------------------------- | ------------------------------------------------------------------------------- | ------------------------------------------------------------------------------- | ------------------------------------------------------------------------------- | ------------------------------------------------------------------------------- | ------------------------------------------------------------------------------- | ------------------------------------------------------------------------------- | ------------------------------------------------------------------------------- |
| 31-7-2011                                                                       | Armenia                                                                         | Croazia under 20                                                                | 0 – 2                                                                           | Arabia Saudita under 20                                                         | Mondiali Under-20 2011                                                          | -                                                                               |                                                                                 |
| 3-8-2011                                                                        | Armenia                                                                         | Croazia under 20                                                                | 2 – 5                                                                           | Nigeria under 20                                                                | Mondiali Under-20 2011                                                          | 1                                                                               |                                                                                 |
| 6-8-2011                                                                        | Armenia                                                                         | Croazia under 20                                                                | 0 – 1                                                                           | Guatemala under 20                                                              | Mondiali Under-20 2011                                                          | -                                                                               |                                                                                 |
| Totale                                                                          |                                                                                 | Presenze                                                                        | 3                                                                               |                                                                                 | Reti                                                                            | 1                                                                               |                                                                                 |

## Palmarès

### Individuale
- Capocannoniere del campionato bosniaco: 2

2010-2011 (16 reti), 2016-2017 (19 reti)